# Святотроицкое (Запорожская область)

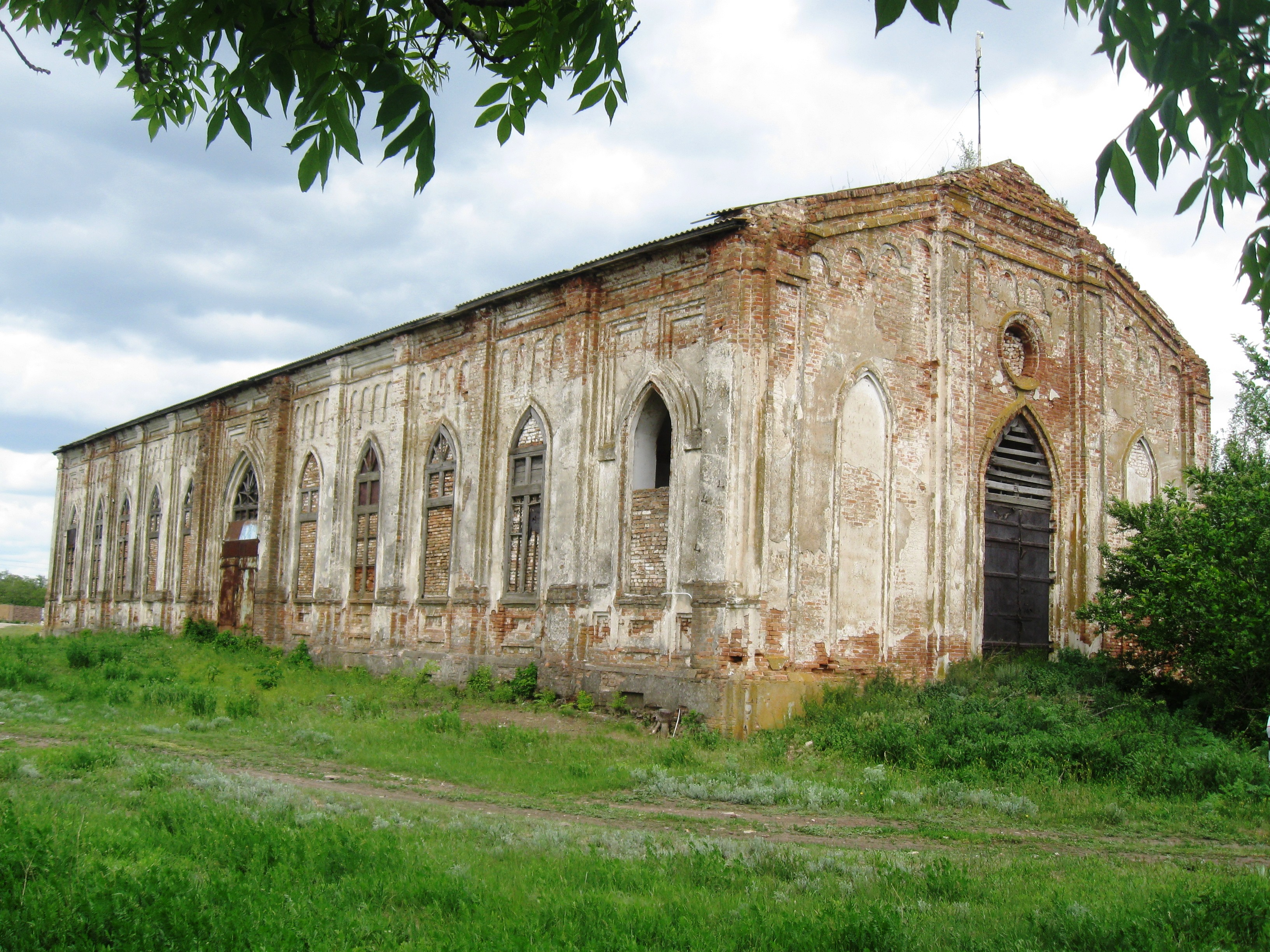
Бывший костёл в селе

Святотроицкое (укр. Святотроїцьке, до 2016 г. — Урицкое) — село,
Зорянский сельский совет,
Розовский район,
Запорожская область,
Украина.
Код КОАТУУ — 2324981805. Население по переписи 2001 года составляло 317 человек.

## Географическое положение
Село Святотроицкое находится на расстоянии в 3 км от села Заря.

## Население
- 1911 — 526 жит.
- 1918 — 582 жит.
- 1922 — 610 жит.
- 2001 — 317 жит.

## История
- 1843 год — дата основания как село Тигартек[1]; по другим данным в 1823 году как село Эйхвальд[2].
- 1872 год — переименование в Святотроицкое Романовской волости Мариупольского уезда.
- В 1923 г. приказом Мариупольского окрисполкома в ознаменование 6-й годовщины Октябрьской революции переименовано в Урицкое[3].
- 2016 год — возвращено название Святотроицкое.